# Universal cultural
Um universal cultural (também chamado de universal antropológico ou universal humano) é um elemento, padrão, traço ou instituição comum a todas as culturas humanas conhecidas em todo o mundo. Em conjunto, todo o corpo dos universais culturais é conhecido como a condição humana. Os psicólogos evolucionistas sustentam que comportamentos ou características que ocorrem universalmente em todas as culturas são bons candidatos para adaptações evolutivas. Alguns teóricos antropológicos e sociológicos que adotam uma perspectiva relativista cultural podem negar a existência de universais culturais: até que ponto esses universais são "culturais" no sentido estrito, ou de fato comportamento herdado biologicamente, é uma questão de "natureza versus criação". Estudiosos proeminentes no tópico incluem Emile Durkheim, George Murdock, Claude Lévi-Strauss, Donald Brown.

## Lista de Donald Brown emuniversais humanos
Em seu livro Human Universals (1991), Donald Brown define os universais humanos como compreendendo "aquelas características da cultura, sociedade, linguagem, comportamento e psique para as quais não há exceção conhecida", fornecendo uma lista de centenas de itens que ele sugere como universais.

## Explicações não nativistas
A observação do mesmo comportamento ou de comportamento semelhante em diferentes culturas não prova que sejam o resultado de um mecanismo psicológico subjacente comum. Uma possibilidade é que eles possam ter sido inventados independentemente devido a um problema prático comum. 